# Keratella thomassoni
Keratella thomassoni är en hjuldjursart som beskrevs av Hauer 1958. Keratella thomassoni ingår i släktet Keratella och familjen Brachionidae. Inga underarter finns listade i Catalogue of Life.